# 179 Klitemnestra
179 Klitemnestra (mednarodno ime 179 Klytaemnestra) je precej velik asteroid tipa S v glavnem asteroidnem pasu. 

## Odkritje
Asteroid je odkril James Craig Watson 11. novembra 1877 . 
Poimenovan je po Klitemnestri, ženi Agamemnona iz grške mitologije.

## Lastnosti
Asteroid Klitemnestra obkroži Sonce v 5,12 letih. Njegova tirnica ima izsrednost 0,116, nagnjena pa je za 7,818° proti ekliptiki. Njegov premer je 77,69 km, okoli svoje osi pa se zavrti v 11,173 h .